# Violeta Dinescu
Violeta Dinescu  (Bucareste, 13 de julho de 1953) é uma pianista e compositora romena, radicada desde 1982 na Alemanha.
Violeta Dinescu iniciou os seus estudos de música em 1972 no conservatório Ciprian Porumbescu em Bucareste, composição com Myriam Marbe. Em 1978 obteve o mestrado, com distinção. Recebeu também diplomas nas áreas da Composição, Piano e Pedagógicos. Começou a dar aulas na George Enescu Music School, em Bucareste, realizando cursos de História da Música, Estética, Contraponto, Harmonia e Piano. Em 1980 juntou-se à União Romena de Compositores.
Em 1982 mudou-se para a Alemanha Ocidental. A sua primeira ópera "Hunger und Durst" segundo Eugène Ionesco foi estreada em Friburgo em 1986. "Der 35. Mai" (35 de maio, ou "Conrad's Ride to the South Seas"), uma ópera infantil segundo Erich Kästner foi composta em 1986. Outras obras são "Eréndira", segundo um conto de Gabriel García Márquez e datada de 1992, interpretada na terceira Bienal de Munique, e "Schachnovelle" (O Jogo Real) segundo Stefan Zweig e datada de 1994. As óperas têm sido executadas em casas de ópera principais, como "Der 35. Mai" no Staatsoper Hamburg em 2004. Trabalhou para o teatro austríaco ARBOS em dois projetos de teatro musical, "Der Gesang der Narren von Europa" e "Das Konzert der Vögel". Herzriss, uma ópera "in nuce" para voz e percussão segundo Homero, Ionesco e Márquez, estreou em 2005.
Desde 1986 leciona em academias de música alemãs em Heidelberg, Frankfurt e Bayreuth, e desde 1996 é professora de Composição Aplicada na Universidade de Oldenburg. Lá começou em 1996 a convidar compositores para um colóquio anual, em 2009, que, entre outros, já contou com as presenças de Jean-Luc Darbellay e Graham Waterhouse.
Violeta Dinescu é membro do conselho executivo da Liga Internacional de Mulheres Compositoras desde 1987. As suas obras foram publicadas por Verlag Dohr e Schott Music, entre outros.

## Obra selecionada
- Akanua, piano, 1974
- Sonata, violino ou viola, piano, 1975
- In meinem Garten, texto de Ana Blandiana, coro infantil, 1980
- Mondnächte, texto de Joseph von Eichendorff, mezzo-soprano, saxofone, percussão, 1986
- Akrostichon, orquestra , 1983
- Der Kreisel, ballet, encen. segundo Eduard Mörike, orquestra , 1985
- Hunger und Durst, ópera de câmara, libretto by the composer after Ionesco, peq. orquestra (14 músicos), 1985
- Concerto, voz, orquestra, 1986
- Quatrain, texto de François Villon, voz feminina, 1986
- Dona nobis pacem, mezzo-soprano, violoncelo (+ percussão), 1987
- Tabu, banda sonora para filme mudo, peq. orquestra, 1988
- ICHTHYS, violino, violoncelo, piano, 1991
- Der 35 Mai, ópera infantil, libretto da compositora segundo Kästner, 3 solistas, 8 vozes mistas, coro infantil, orquestra, 1986
- Eréndira, ópera de câmara, libretto da compositora segundo Márquez, 7 soloists, small orquestra, 1992
- Pfingstoratorium, 5 solistas, coro misto, peq. orquestra, 1993
- Schachnovelle, ópera de câmara, librettoda compositora segundo Stefan Zweig, 3 solistas, orq. de câmara, 1994
- L'ORA X, orquestra, 1995
- Self-Reflections I/II, piano, instr. eletrónicos, 1996–97
- Effi Briest, ballet, encen. segundo Theodor Fontane, orquestra, 1998
- Vortex – Wolken I, II und III, peq. orquestra, 1998
- Licht-Bruch, acordeão, 2001
- Rugá, clarinet, contrabaixo, acordeão, 2001
- Herzriss, opera in nuce, voz feminina e percussão, 2005